# NGC 7793

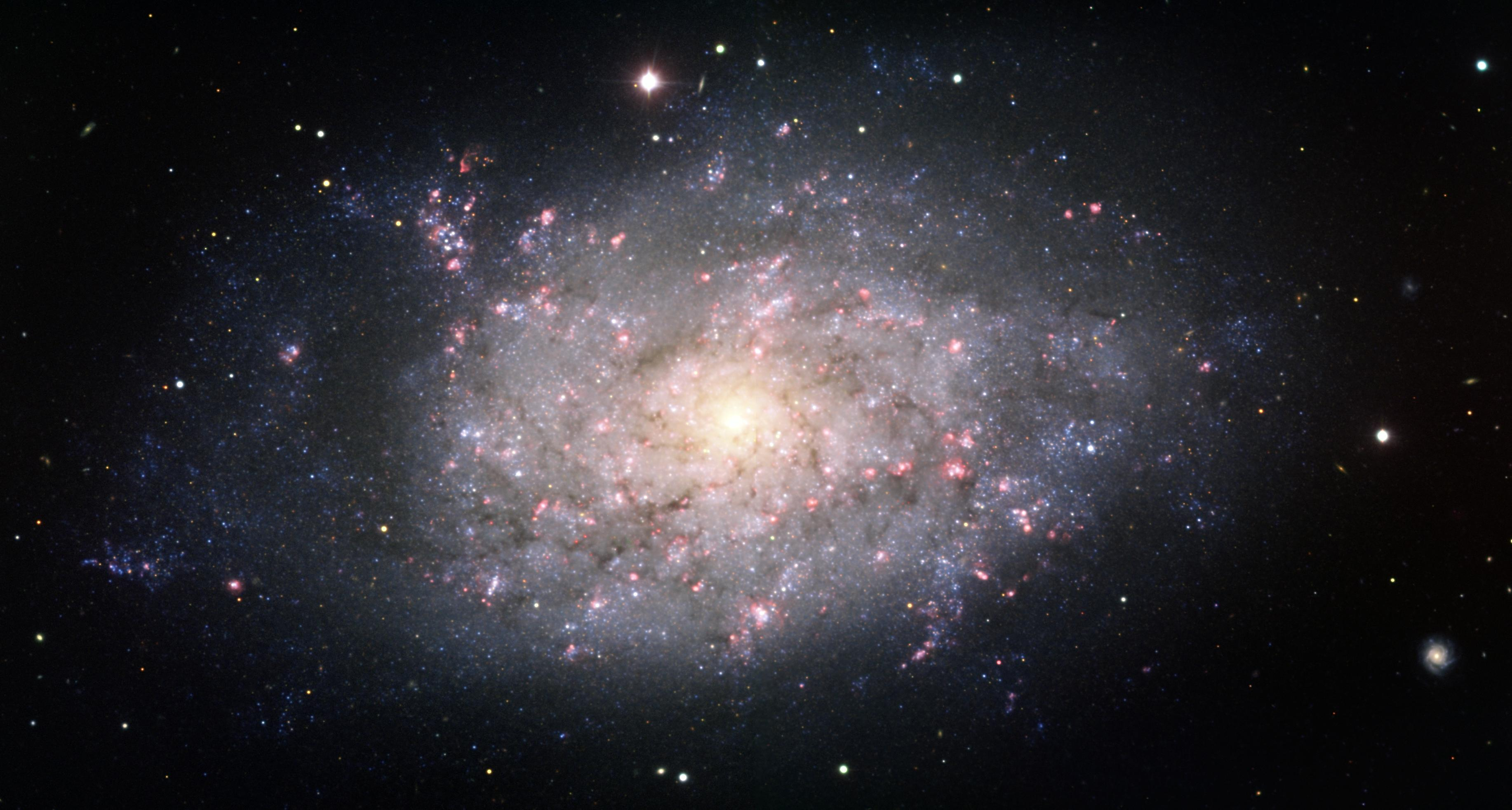
形象渾沌的螺旋星系NGC 7793

NGC 7793是在玉夫座的一個螺旋星系，距離大約1270萬光年，是James Dunlop在1826年發現的。

## 星系群的資料
NGC 7793是玉夫座星系群，與玉夫座有相同名稱的星系群，中最明亮的星系之一。這個集團本身是瘦長且鬆散的，以玉夫座星系（NGC 253）為中心，和鄰近的星系形成一個緊密綁定的星系群核心。

## 超新星2008bk
在2008年3月25日，在NGC 7793發現SN 2008bk，視星等12.5等，是2008年第二亮的超新星。

### 在外側旋臂的黑洞
在這個星系外側的旋臂有一個如同太陽般大小的黑洞，有著壯觀的噴流。

## 外部連結
- SST: NGC 7793